# Abluzioni rituali ebraiche

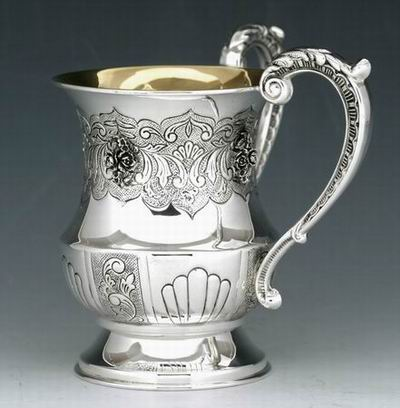
Caraffa d'argento per abluzioni, usata per il netilat yadayim.

Le abluzioni rituali ebraiche, o le purificazioni con l'acqua, assumono nell'Ebraismo due forme principali. La tevilah (in ebraico טְבִילָה‎?) è un'immersione completa del corpo nella mikveh; e la netilat yadayim che è il lavaggio delle mani con una caraffa.
I riferimenti alle abluzioni rituali si trovano nella Bibbia ebraica e sono elaborate nella Mishnah e nel Talmud. Sono state codificate in vari codici della legge ebraica e della tradizione, come per esempio nella Mishneh Torah di Mosè Maimonide (XII secolo) e nello Shulchan Arukh di Joseph Karo (XVI secolo). Queste usanze sono più comunemente osservate nell'ambito dell'Ebraismo ortodosso. Nell'Ebraismo conservatore, le pratiche sono normative con una certa mitezza e con eccezioni. Le abluzioni rituali non sono osservate dall'Ebraismo riformato.

## Bibbia ebraica
Il Tanakh include vari regolamenti sul bagno rituale:
Sono poi richiesti sette giorni di purezza, che culminano in un rituale ed in un'offerta al Tempio prima che l'impurità (zav) sia mondata:
Ci sono anche riferimenti al lavaggio delle mani:

## Periodo del Secondo Tempio
Filone di Alessandria fa riferimento alle abluzioni rituali nel contesto del Tempio e del Levitico, ma parla anche di "lavaggio" spirituale. A Qumran sono stati identificati dei bacini che servivano da terme, e tra i manoscritti del Mar Morto sono stati rinvenuti testi sul mantenimento della purezza rituale che riflettono i requisiti del Levitico.
Anche nel Nuovo testamento ci sono possibili riferimenti alle abluzioni ebraiche del secondo tempio , come quando Gesù guarì il cieco nato , lo mandó a lavarsi nella vasca di Siloe (Giovanni 9:7) oppure quando guarisce il paralitico alla piscina di Betesda (Giovanni 5) inoltre si pensava che questa piscina avesse proprietà miracolose poiché si credeva che un angelo scendesse e muovesse le acque quando un malato si bagnasse nella piscina. Anche il battesimo di Giovanni Battista era una tevilah , come scrive anche Giuseppe Flavio in antichità Giudaiche parlando appunto del Battista.

## Ebraismo rabbinico

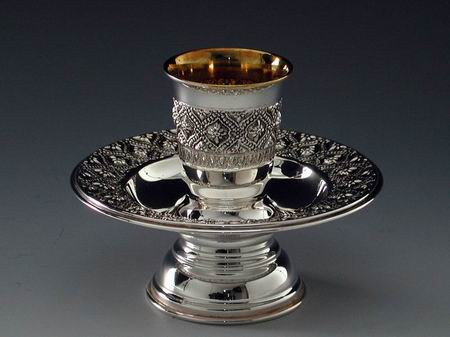
Servizio d'argento per il Mayim Acharonim

Sia gli studiosi religiosi tradizionali sia quelli secolari sono d'accordo ad affermare che l'abluzione rituale nell'ebraismo derivi dai rabbini del Talmud che a loro volta l'adattarono da una più vasta serie di lavaggi rituali e pratiche di purità dell'epoca del Tempio di Gerusalemme, basate su vari versetti della Bibbia ebraica (ovvero la Tanakh) e tradizioni tramandate. Esiste tuttavia disaccordo circa le origini ed i significati di tali pratiche. Questa sezione descrive quelle pratiche che esistono nell'ebraismo tradizionale contemporaneo, discutendone poi prospettive alternative riguardo alla loro natura, origini e significato.
L'ebraismo tradizionale e classico,fedele cioè ai dettami del Libro Sacro, richiede certi tipi di lavaggio rituale. Alcuni di questi non necessitano di una raccolta d'acqua speciale (e possono essere svolti con acqua di rubinetto):
1. Netilat yadayim ("Elevare [dopo il lavaggio rituale de] le mani"), noto anche come Mayim Rishonim, che viene fatto con una benedizione, prima di mangiare del pane con un pasto
  1. Mayim acharonim ("Acque del dopo") regola o tradizione di lavarsi ritualmente le dita dopo un pasto, per proteggersi dal toccare i propri occhi con residui pericolosi.[5]
2. Netilat Yadayim Shacharit ("Elevare [dopo il lavaggio rituale de] le mani del mattino"), quando ci si alza la mattina[6] dopo una notte completa di sonno, o anche dopo una lunga dormita nel pomeriggio, versando una caraffa d'acqua sulle proprie mani, tre volte in alternanza.
3. Netilat yadayim (senza benedizione) per rimuovere tumah ("impurità") dopo:
  1. aver toccato oggetti che generano tumah come:
    1. una parte del corpo solitamente coperta[6] (parti private, schiena, ascelle, ecc.)
    2. dentro il naso o l'orecchio
    3. il cuoio capelluto (ma non nel caso siano stati toccati solo i capelli)
    4. scarpe di cuoio
    5. un animale ritualmente impuro o un insetto

  2. tagliarsi i capelli o le unghie
  3. togliersi le scarpe[6]
  4. visitare un cimitero[6]
  5. rapporto sessuale.[6] Alcune comunità osservano il requisito di lavarsi il corpo (anche con acqua di rubinetto) dopo il rapporto o dopo aver comunque avuto un'emissione seminale poiché queste attività rendono l'uomo  baal keri (impuro a causa di eiaculazione)
4. Dopo essere stati al gabinetto;[6] il lavaggio rituale delle mani è un simbolo sia di pulizia corporale sia di rimozione di impurità umana – si veda Netilat yadayim, supra.
5. Per rimuovere tumat met ("impurità della morte") dopo aver partecipato ad un funerale o essersi avvicinati ad una salma entro quattro cubiti
6. Durante il Seder di Pesach, netilat yadayim[7] è svolto senza benedizioni, prima di mangiare la verdura chiamata karpas,[8] prima del pasto principale.
7. A qualsiasi Kohen presente vengono lavate le mani nella sinagoga dai Levi'im (Leviti) prima di pronunciare la Benedizione sacerdotale davanti alla congregazione.
8. Alcuni usano lavarsi le mani prima di intraprendere l'attività di scriba

In altre occasioni è necessaria l'immersione completa in una raccolta particolare di acqua, come una fonte, sorgente o mikveh:
1. Per una donna sposata dopo la conclusione del suo periodo di niddah a seguito di mestruazioni  o altra sanguinazione uterina, e deve riprendere i suoi rapporti coniugali. Ciò richiede una preparazione particolare.
2. Il giorno prima di ("vigilia di") Yom Kippur e altre festività
3. Per alcuni ebrei ortodossi durante i venerdì pomeriggio (in preparazione al Shabbat)
4. Quando ci si converte all'ebraismo
5. Taharah, ("Purificazione"), il lavaggio rituale e la purificazione, e l'immersione in un mikveh secondo certe tradizioni, di una salma ebrea prima della sepoltura.

### Lavaggio delle mani

#### Base generale della legge ebraica
I rabbini del Talmud derivavano il requisito di lavarsi le mani dall'affermazione di Levitico 15:11. Il Talmud desumeva le esigenze specifiche di lavaggio delle mani da questi passaggi.
Il termine ebraico generico relativo al lavaggio delle mani è netilat yadayim, che significa elevare le mani. Il termine "lavaggio delle mani" dopo evacuazione viene a volte rimpiazzato da "lavarsi asher yatzar" con riferimento alla rispettiva berakhah (in ebraico בְּרָכָה‎? benedizione) che viene recitata iniziando con tali parole.
La Halakha (Legge ebraica) richiede che l'acqua usata per l'abluzione rituale sia naturalmente pura, inutilizzata, senza altre sostanze, e non scolorita. L'acqua inoltre deve essere versata da un contenitore con azione umana, in base ai riferimenti della Bibbia riguardo a tale pratica, per esempio Eliseo che versa acqua sulle mani di Elia. L'acqua deve essere versata su ciascuna mano almeno due volte.

#### Esecuzione
La pratica contemporanea nella maggioranza delle occasioni è quella di versare acqua su ogni mano tre volte usando una caraffa; questo rituale è correntemente conosciuto col termine yiddish "negel vasser", che significa "acqua ungueale". Tale termine yiddish viene usato anche per la speciale caraffa usata in queste abluzioni.

#### Ai pasti

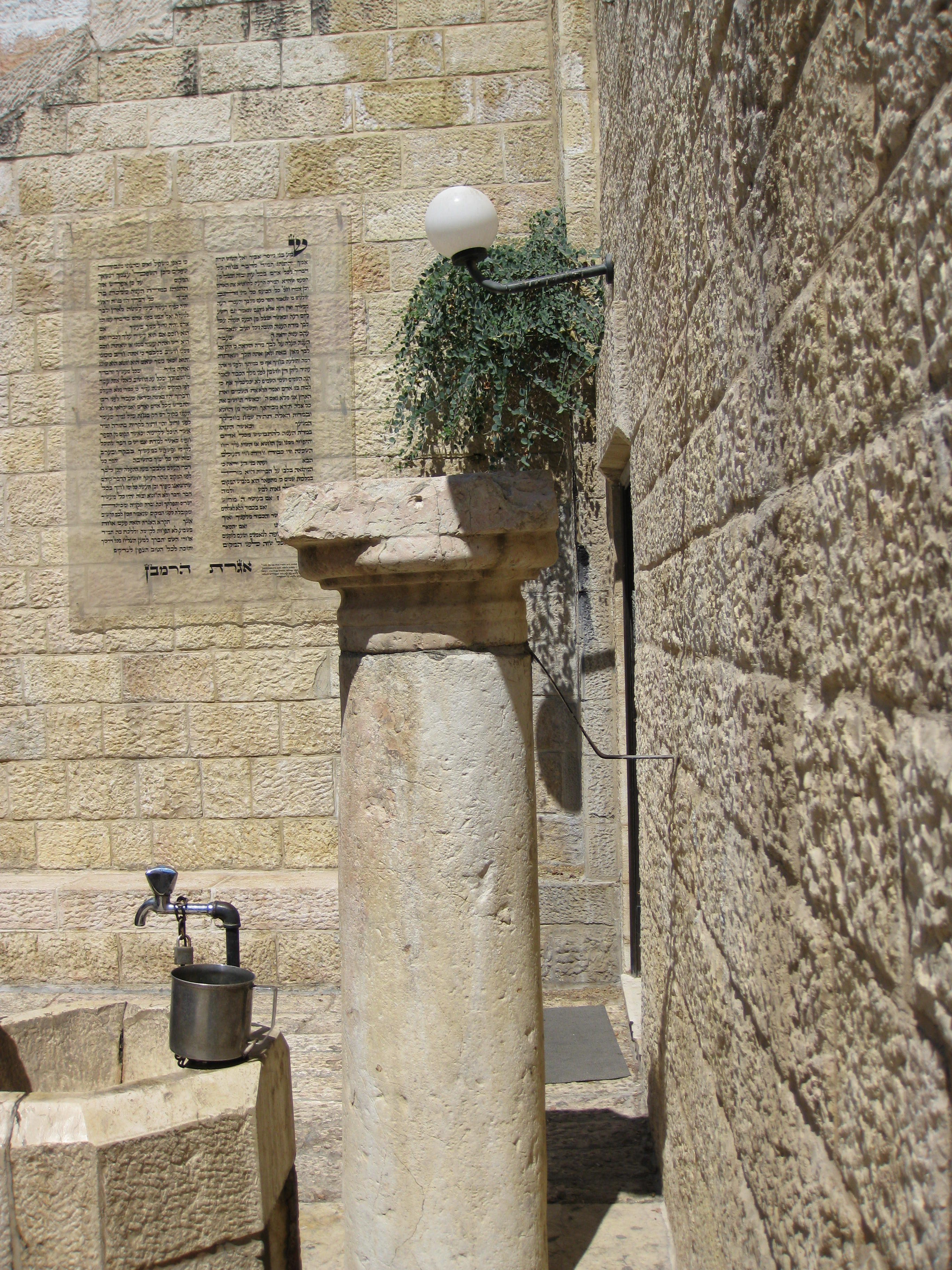
Un lavabo per il lavaggio rituale delle mani all'entrata della Sinagoga Ramban di Gerusalemme

Il Talmud babilonese (Bavli) discute due tipi di abluzione ai pasti: lavarsi prima di un pasto è descritto come prime acque (il termine ebraico è mayim rishonim), e dopo un pasto come ultime acque (il termine ebraico è mayim aharonim). Il primo termine è correntemente in disuso, mentre il secondo termine è tuttora in voga. Il termine moderno per il primo ora è netilat yadayim, lavaggio delle mani. Il lavaggio delle mani è normativo nell'ebraismo ortodosso.
La Ghemara del Bavli contiene descrizioni omiletiche circa l'importanza della pratica, incluso l'argomentazione che l'abluzione prima dei pasti è così importante che trascurarla equivale a impudicizia, e rischia la punizione divina in forma di distruzione improvvisa o povertà. La discussione di mayim acharonim, lavaggio dopo i pasti, contiene il consiglio che lavarsi dopo i pasti, come misura sanitaria, sia l'abluzione più importante delle due, basandosi sul fatto che il sale usato per conservare il cibo potrebbe provocare cecità se gli occhi venissero sfregati senza prima essersi lavati.
Sebbene mayim acharonim non fosse una volta osservato (per esempio, fino a tempi recenti non appariva in molte Haggadah di Pesach ortodosse) negli ultimi anni sembra essere una pratica rinnovata, particolarmente prima di pasti speciali come quello del Shabbat e delle Festività ebraiche.
In altre correnti religiose ebraiche, solo l'abluzione prima dei pasti viene osservata.

#### Prima delle funzioni liturgiche
Secondo lo Shulchan Arukh, una persona si dovrebbe lavare entrambe le mani prima della preghiera, in base alla tradizione che richiede la purificazione rituale entrando nel Tempio di Gerusalemme, in assenza del quale la preghiera prende il suo posto, secondo l'Ebraismo ortodosso.

#### Prima delle benedizioni sacerdotali
Nell'ebraismo ortodosso (ed in alcuni casi nell'ebraismo conservatore), i Kohanim, membri della classe sacerdotale, offrono la Benedizione sacerdotale davanti alla congregazione in certe occasioni. Prima di svolgere la funzione, i Kohanim devono lavarsi le mani. L'ebraismo fa risalire tradizionalmente tale requisito alla Torah:
È consueto per i Leviti versare acqua sulle mani dei Kohanim ed assisterli in altri modi. In molte comunità, il lavaggio dei piedi non viene osservato prima della Benedizione sacerdotale, da quando il tempio di Gerusalemme è stato distrutto.

#### Dopo aver dormito
Il Talmud afferma che Dio comandò agli ebrei di lavarsi le mani e riporta il testo della benedizione netilat yadaim ancora in uso.
Secondo lo Shulchan Arukh una persona che ha dormito deve lavarsi appena si alza e dire la benedizione natilat yadayim.

### Immersione del corpo

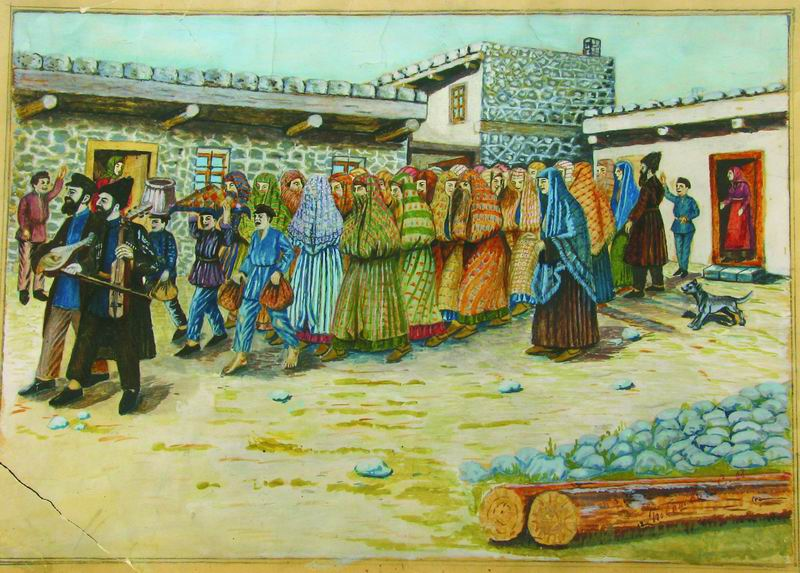
Corteo della sposa al Mikveh, di Shalom Koboshvili (1939)

Esistono diverse occasioni dove le regole bibliche o rabbiniche richiedono l'immersione completa del corpo, chiamata tevilah. A seconda delle circostanze, tale bagno rituale può richiedere l'immersione in "acqua viva" - sia usando una corrente naturale sia una mikveh (costruita in modo che riceva direttamente una fonte naturale d'acqua, come per es. una sorgente).
Tale tradizione segue i requisiti e le normative di immersione dell'Ebraismo rabbinico e derivazioni. Altre branche dell'ebraismo, come quello Falascia, hanno pratiche sostanzialmente differenti, tra cui l'obbligo di una vera fonte naturale o corso d'acqua.

#### Conversione all'Ebraismo
L'ebraismo richiede ai conversi di immergersi completamente nell'acqua di un mikveh o bacino d'acqua corrente.

#### Umori del corpo e malattie della pelle
La Torah prescrive rituali rivolti a condizioni cutanee note come tzaraath e flussi genitali insoliti emessi da uomo o da donna (Zav/Zavah), che richiedevano sacrifici speciali e rituali appositi durante l'esistenza del Tempio di Gerusalemme, inclusa l'immersione nel mikveh. Inoltre, un periodo di impurità rituale fa seguito a un flusso seminale (keri) e al periodo di niddah (mestruazioni) per la donna, e termina con l'immersione rituale nel mikveh e prima di ricominciare i propri rapporti sessuali coniugali. Tali tradizioni vengono integralmente osservate dell'ebraismo ortodosso  sono normative in quello conservatore.

### Decesso

#### Contatto con una carcassa
Secondo il Levitico, chiunque venga a contatto e trasporti un animale che non sia stato deliberatamente macellato secondo la prassi di shechita (macellazione rituale) veniva considerato dalle normative bibliche come reso impuro, e pertanto era obbligato ad immergersi in acqua in maniera completa. Questa regola è immediatamente preceduta dalla regola contro il consumare qualsiasi cosa contenga sangue, e secondo i biblisti questo è anche il contesto della regola che proibisce di mangiare i non-sacrifici – la regola considera tale consumazione come impura solo se c'è rischio che vi sia sangue nella carcassa. Nella versione di questa regola su Deuteronomio, mangiare i corpi di tali creature non è descritto come rendersi individualmente impuri, né richiede che il consumatore si lavi il corpo, ma piuttosto tale consumazione è espressamente proibita, sebbene la creatura possa essere passata ad uno straniero che può mangiarla.

#### Contatto con un cadavere
Chiunque veniva a contatto con un cadavere umano, o tomba, diventava così impuro da dover essere asperso con acqua santificata dal rituale della Giovenca rossa, in modo da diventare nuovamente puro; tuttavia la persona che officiava il rituale della Giovenca rossa e che aspergeva l'acqua doveva a sua volta essere trattato come impuro ritualmente. Secondi i biblisti, questo rituale ha le stesse origini del rituale descritto in Deuteronomio per un gruppo di persone che espiano per un omicidio eseguito da uno sconosciuto, secondo cui una giovenca (o un capro) viene macellata presso un corso d'acqua e sopra di esse si esegue il lavaggio delle mani; gli esegeti biblici ipotizzano che questi siano in definitiva casi di magia simpatica, e rituali consimili esistevano nelle mitologie dei greci e romani Il Testo masoretico descrive l'acqua prodotta dal rituale della Giovenca rossa come "offerta di espiazione"; alcune traduzioni omettono tale particolare, perché differisce da altre offerte di espiazione non sacrificate all'altare, sebbene i biblisti credano che ciò dimostri una incomprensione da parte di queste traduzioni riguardo al significato delle offerte di espiazione.

#### Cura della salma

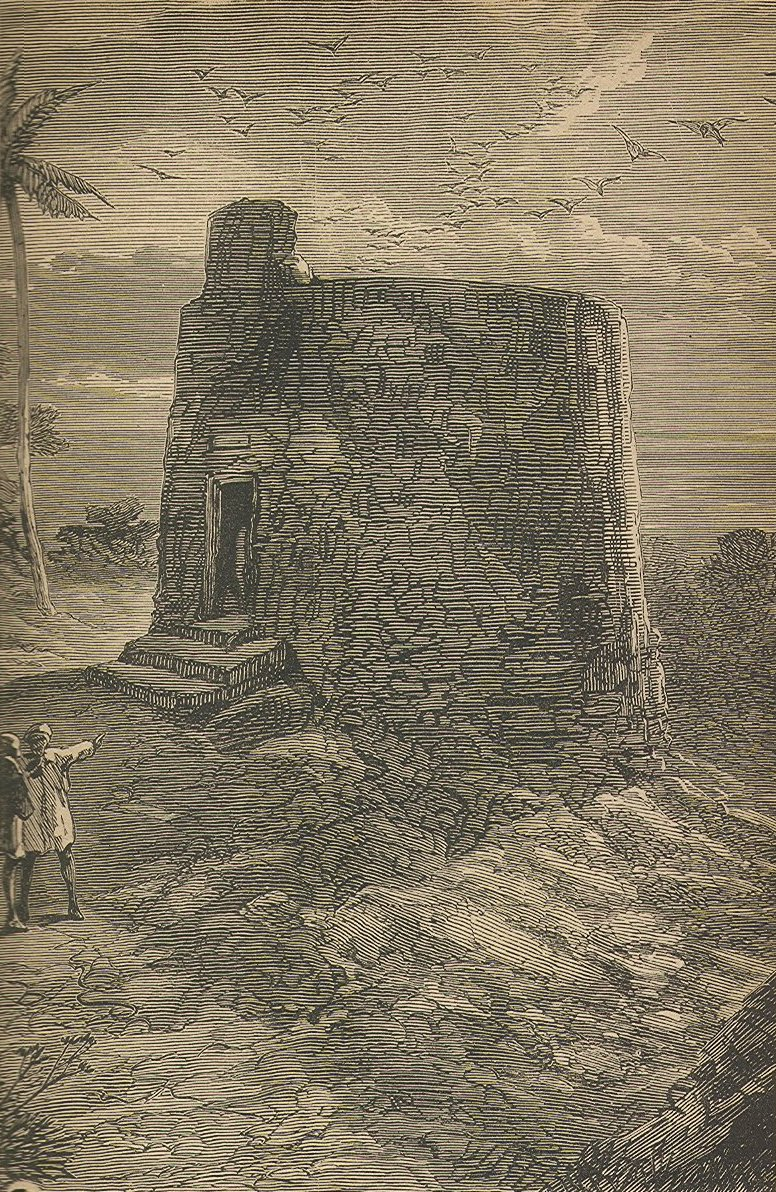
Incisione di una torre del Silenzio zoroastriana del XIX secolo a Mumbai

Non esistono regole esplicite nella Bibbia in merito alla cura di una salma, sebbene fonti rabbiniche storiche abbiano stabilito che la persona deceduta debba essere accuratamente lavata, interpretando tale tradizione da Qoelet 5:15, e come i bambini sono lavati quando nascono; Eliezer ben Joel HaLevi, rinomato rishon, affermava che la salma dovesse essere pulita attentamente, incluse le orecchie e le dita, con le unghie tagliate ed i capelli pettinati, cosicché il cadavere potesse essere seppellito nella maniera in cui la persona aveva frequentato la sinagoga da vivo. Il lavaggio delle salme non era praticato dagli ebrei che vivevano a Babilonia, nell'Impero Persiano, per cui erano criticati e tacciati di morire nella sporcizia, senza una candela e senza lavacro; all'epoca, i persiani non ebrei erano in maggioranza zoroastriani e di conseguenza credevano che i corpi defunti fossero intrinsecamente impuri, e dovessero essere esposti agli elementi nella Torre del silenzio onde evitare che contaminassero la terra.
Agli inizi, il corpo veniva lavato in un mikveh standard, e questa è spesso la forma di rituale usato oggigiorno, ma la cerimonia tradizionale di lavaggio, nota come ṭahāra, divenne col tempo molto particolareggiata. Un edificio speciale per il lavaggio del cadavere esisteva nel cimitero di Praga nel XV secolo, pratica osservata correntemente in molte comunità ebraiche; un mikveh è presente in una quantità di tombe antiche. Le salme di donne sono tradizionalmente pulite da altre donne, e quelle di uomini da altri uomini.
Dal momento del decesso e fino alla cerimonia tradizionale, il corpo è collocato al suolo, coperto da un lenzuolo, e all'inizio delle cerimonia viene sollevato da terra e posto su una lastra o tavola speciale (tavola tahara), in modo che giaccia di rimpetto alla porta, con un lenzuolo bianco sottostante. Gli indumenti sono quindi rimossi dal cadavere (se non lo erano già stati quando il cadavere veniva collocato al suolo) e a questo punto i partecipanti al rito recitano Ezechiele 5:15, poiché il versetto si riferisce alla rimozione di vestiti sporchi. Dopo di ciò, il corpo viene lavato accuratamente con acqua tiepida, coprendo la bocca della salma in modo che non vi entri acqua;  il versamento dell'acqua sopra la testa, mentre si pronuncia il versetto di Ezechiele 36:25, poiché si riferisce all'aspersione d'acqua per ottenere purezza; successivamente si lavano gli arti verso il basso, recitando i versetti di Cantico 5, che descrivono la bellezza delle parti del corpo. Infine, nove misure di acqua fredda sono versate sul corpo mentre è in posizione verticale, come elemento centrale della cerimonia, e viene poi asciugato (secondo alcune tradizioni) e avvolto nel sudario; nei tempi antichi i capelli e le unghie venivano tagliati, ma dal XIX secolo in poi i capelli erano semplicemente pettinati e le unghie pulite con una spilla speciale. Dopo la cerimonia, la tavola taharah viene pulita ed asciugata, ma la si lascia rivolta nella stessa direzione, poiché esiste una superstizione che sostiene che voltarla dalla parte opposta provocherebbe la morte di un'altra persona entro tre giorni. Diverse comunità hanno sostituito il versamento delle nove misure con l'immersione in un mikveh costruito apposta.
Una cerimonia più complessa, nota come grande lavaggio (rehizah gedolah), viene svolta per salme di persone più importanti; questa pratica è tradizionalmente attribuita a Hillel il Vecchio. Secondo tale cerimonia di più tarda datazione, l'acqua utilizzatata per il lavaggio era profumata di rose, mirto, o spezie aromatiche; l'uso di spezie era pratica antica, e specialmente la Mishnah cita le cerimonie di lavaggio usando il mirto.